# زیر آب!
زیرآب! (انگلیسی: Underwater!) فیلمی در ژانر ماجراجویی به کارگردانی جان استرجس است که در سال ۱۹۵۵ منتشر شد. از بازیگران آن می‌توان به جین راسل، گیلبرت رولان، جوزف کالیا، لوری نلسون و رابرت کیت اشاره کرد.